# Жузе Едуарду душ Сантуш
Жозе Едуарду душ Сантуш (на португалски: José Eduardo dos Santos) е анголски политик от Народно движение за освобождение на Ангола - Партия на труда. Той е вторият президент на Ангола, управлявал страната от 10 септември 1979 г. до 26 септември 2017 г.
Ражда се в семейство на строителен работник в Сао Томе и Принсипи. Още като ученик през 1954 година става член на Националното движение за освобождение на Ангола. След репресиите на колониалното правителство душ Сантуш заминава доброволно за Франция през 1961 година. По-късно се премества в Република Конго. Скоро става вицепрезидент и продължава образованието си в СССР – Азербайджански институт за нефтохимическа промишленост.
След смъртта на Агостиньо Нето през 1979 година става вторият президент на Ангола и главнокомандващ въоръжените сили на страната.
На провелите се на 29 и 30 септември 1992 г. президентски избори душ Сантуш заема първо място, но не преминава необходимите 50% (49,5% срещу 40,7%). На втория тур д-р Йонаш Савимби оттегля своята кандидатура. На парламентарните избори същата година партията на президента печели 54,7% или 129 от 220 места.
През 2001 г. душ Сантуш заявява, че няма да се кандидатира на следващите президентски избори през 2009, но не спазва обещанието си.
През 2008 г. от френските власти излиза информация, че президентът е замесен в аферата „Анголагейт“.
На 11 март 2016 г. душ Сантуш, непрекъснато начело на страната около 37 години, отново заявява, че не смята да участва в предстоящите президентските избори (през 2018 г.).

## Личен живот
Душ Сантуш е женен три пъти, има шест деца, родени от законните му жени, и едно извънбрачно дете. Последната му жена е Ана Паула душ Сантуш, от която има три деца. Ана е бивша келнерка в президентския самолет.
Негова първа жена е съветската гражданка Татяна Сергеевна душ Сантуш (Куканова), (родена в г. Пенза, оженени през 1966 г., разведени през 1979 г., живее в Лондон).
Дъщерята на президента (единствено дете от първия му брак) Изабел душ Сантуш (Isabel José dos Santos, род. през април 1973 г. в Баку, Азербайджанска ССР, СССР) е най-богатият (за 2016 г.) човек в Африка. В началото на 2013 г. Изабел душ Сантуш получава руско гражданство.
Жозе душ Сантуш владее руски език. Увлича се от футбол, хандбал, баскетбол, свири на китара и барабан. Много чете (предпочита анголски писатели), обича лека класическа музика.